# Mirueña de los Infanzones
Mirueña de los Infanzones es un municipio y localidad española de la provincia de Ávila, en la comunidad autónoma de Castilla y León. El término municipal tiene una población de 95 habitantes (INE 2024).

## Toponimia
Se ha propuesto que el topónimo Mirueña se trate de una derivación del hidrónimo prerromano indoeuropeo Mira a través de la forma latinizada Mironia.

## Geografía
La localidad está situada a una altitud de 1110 m sobre el nivel del mar.
Por el término municipal pasa el río Navazamplón y el río Almar. El municipio tiene una superficie de 31,21 km².
| Noroeste: San García de Ingelmos | Norte: San García de Ingelmos | Noreste: San García de Ingelmos |
| Oeste: Gallegos de Sobrinos      |                               | Este: Solana de Rioalmar        |
| Suroeste: Gallegos de Sobrinos   | Sur: Gallegos de Sobrinos     | Sureste: Muñico                 |

### Clima
De acuerdo a los datos de la tabla a continuación Mirueña de los Infanzones tiene un clima de transición entre el clima mediterráneo y el oceánico conocido como Csb (templado con verano seco y templado) según la clasificación climática de Köppen.
| Parámetros climáticos promedio de Mirueña de los Infanzones en el periodo 1987-2003 | Parámetros climáticos promedio de Mirueña de los Infanzones en el periodo 1987-2003 | Parámetros climáticos promedio de Mirueña de los Infanzones en el periodo 1987-2003 | Parámetros climáticos promedio de Mirueña de los Infanzones en el periodo 1987-2003 | Parámetros climáticos promedio de Mirueña de los Infanzones en el periodo 1987-2003 | Parámetros climáticos promedio de Mirueña de los Infanzones en el periodo 1987-2003 | Parámetros climáticos promedio de Mirueña de los Infanzones en el periodo 1987-2003 | Parámetros climáticos promedio de Mirueña de los Infanzones en el periodo 1987-2003 | Parámetros climáticos promedio de Mirueña de los Infanzones en el periodo 1987-2003 | Parámetros climáticos promedio de Mirueña de los Infanzones en el periodo 1987-2003 | Parámetros climáticos promedio de Mirueña de los Infanzones en el periodo 1987-2003 | Parámetros climáticos promedio de Mirueña de los Infanzones en el periodo 1987-2003 | Parámetros climáticos promedio de Mirueña de los Infanzones en el periodo 1987-2003 | Parámetros climáticos promedio de Mirueña de los Infanzones en el periodo 1987-2003 |
| Mes | Ene.                                                                                | Feb.                                                                                | Mar.                                                                                | Abr.                                                                                | May.                                                                                | Jun.                                                                                | Jul.                                                                                | Ago.                                                                                | Sep.                                                                                | Oct.                                                                                | Nov.                                                                                | Dic.                                                                                | Anual                                                                               |
| --- | ----------------------------------------------------------------------------------- | ----------------------------------------------------------------------------------- | ----------------------------------------------------------------------------------- | ----------------------------------------------------------------------------------- | ----------------------------------------------------------------------------------- | ----------------------------------------------------------------------------------- | ----------------------------------------------------------------------------------- | ----------------------------------------------------------------------------------- | ----------------------------------------------------------------------------------- | ----------------------------------------------------------------------------------- | ----------------------------------------------------------------------------------- | ----------------------------------------------------------------------------------- | ----------------------------------------------------------------------------------- |
| Temp. media (°C) | 3.9                                                                                 | 5.3                                                                                 | 8.1                                                                                 | 8.7                                                                                 | 13.1                                                                                | 17.3                                                                                | 20.6                                                                                | 21.0                                                                                | 16.9                                                                                | 12.0                                                                                | 7.4                                                                                 | 5.1                                                                                 | 11.6                                                                                |
| Precipitación total (mm) | 47.3                                                                                | 27.6                                                                                | 27.7                                                                                | 45.8                                                                                | 54.0                                                                                | 35.6                                                                                | 17.5                                                                                | 24.3                                                                                | 38.6                                                                                | 59.4                                                                                | 52.3                                                                                | 55.5                                                                                | 485.6                                                                               |
| Fuente: Ministerio de Agricultura, Alimentación y Medio Ambiente. Datos de precipitación para el periodo 1987-2003 y de temperatura para el periodo 1987-2003 en Mirueña de los Infanzones 2 de octubre de 2012 |                                                                                     |                                                                                     |                                                                                     |                                                                                     |                                                                                     |                                                                                     |                                                                                     |                                                                                     |                                                                                     |                                                                                     |                                                                                     |                                                                                     |                                                                                     |

## Historia
Hacia mediados del siglo XIX, el lugar tenía contabilizada una población de 514 habitantes. La localidad aparece descrita en el decimoprimer volumen del Diccionario geográfico-estadístico-histórico de España y sus posesiones de Ultramar de Pascual Madoz de la siguiente manera:

MIRUEÑA: l. con ayunt. en la prov. y dióc. de Avila (6 leg.), part. jud. de Piedrahita (6), aud. terr. de Madrid (22), c. g. de Castilla la Vieja (Valladolid 19), sit. en un terreno llano, inmediato á una altura que le domina por la parle O. le combaten los vientos N., NO. y S., y su clima es frio y sano: tiene unas 148 casas de mediana construccion, distribuidas en varias calles y una plaza; hay casa de ayunt. en la que está la cárcel, escuela de instruccion primaria comun á ambos sexos, á la que concurren 76 alumnos, que se hallan á cargo de un maestro dotado con 1,100 rs., y una igl. parr. (Sta. Maria de la Asuncion), servida por un párroco, cuyo curato es de segundo ascenso y de provision ordinaria; cementerio se halla en parage que no ofende la salud pública; los vec. se surten de aguas potables de una fuente que hay dentro del pueblo y de otras varias esparcidas por el térm.; este confina N. San Garcia; E. Rinconada; S. deh. de Hortumpascual, y O. desp. de Castellanos: se estiende desde 1 a 3/4 leg, y comprende un desp.; la Encina una deh., Hortumsancho un monte poblado de encinas á la parte N.; varios pastos naturales y 3,851 fan. de tierra de las cuales se cultivan 2,239; 420 de primera suerte que se destinan á trigo y cebada; 730 de segunda á centeno y 1,050 de tercera á algarrobas; le atraviesan dos arroyos titulados Almar y Berrocal; este último pasa a la parte O. del l. y se une al primero cerca de Bóveda: el terreno es de mediana calidad: caminos los que dirigen á los pueblos limítrofes; el correo se recibe de Peñaranda de Bracamonte por los mismos interesados. prod. trigo, cebada, centeno, algarrobas, garbanzos, guisantes y otras legumbres; mantiene ganado lanar, cabrio y vacuno: cria caza de liebres, conejos, perdices y otras aves. ind. y comercio: la agrícola, 6 molinos harineros; esportacion de los frutos sobrantes, é importacion de los art. de que se carece. pobl. 128 vec., 514 alm.: cap. prod. 739,375. imp. 29,575. ind. y fabril 5,200. contr. 7,942 rs. con 31 mrs.
(Madoz, 1848, p. 440)

## Demografía
Mirueña de los Infanzones cuenta con una población de 95 habitantes (INE 2024).
| Gráfica de evolución demográfica de Mirueña de los Infanzones entre 1842 y 2021 |
| |
| Población de derecho según los censos de población del INE. Población de hecho según los censos de población del INE.En estos censos se denominaba Mirueña: 1842, 1857, 1860, 1877, 1887, 1897, 1900, 1910, 1920, 1930, 1940, 1950 y 1960. |

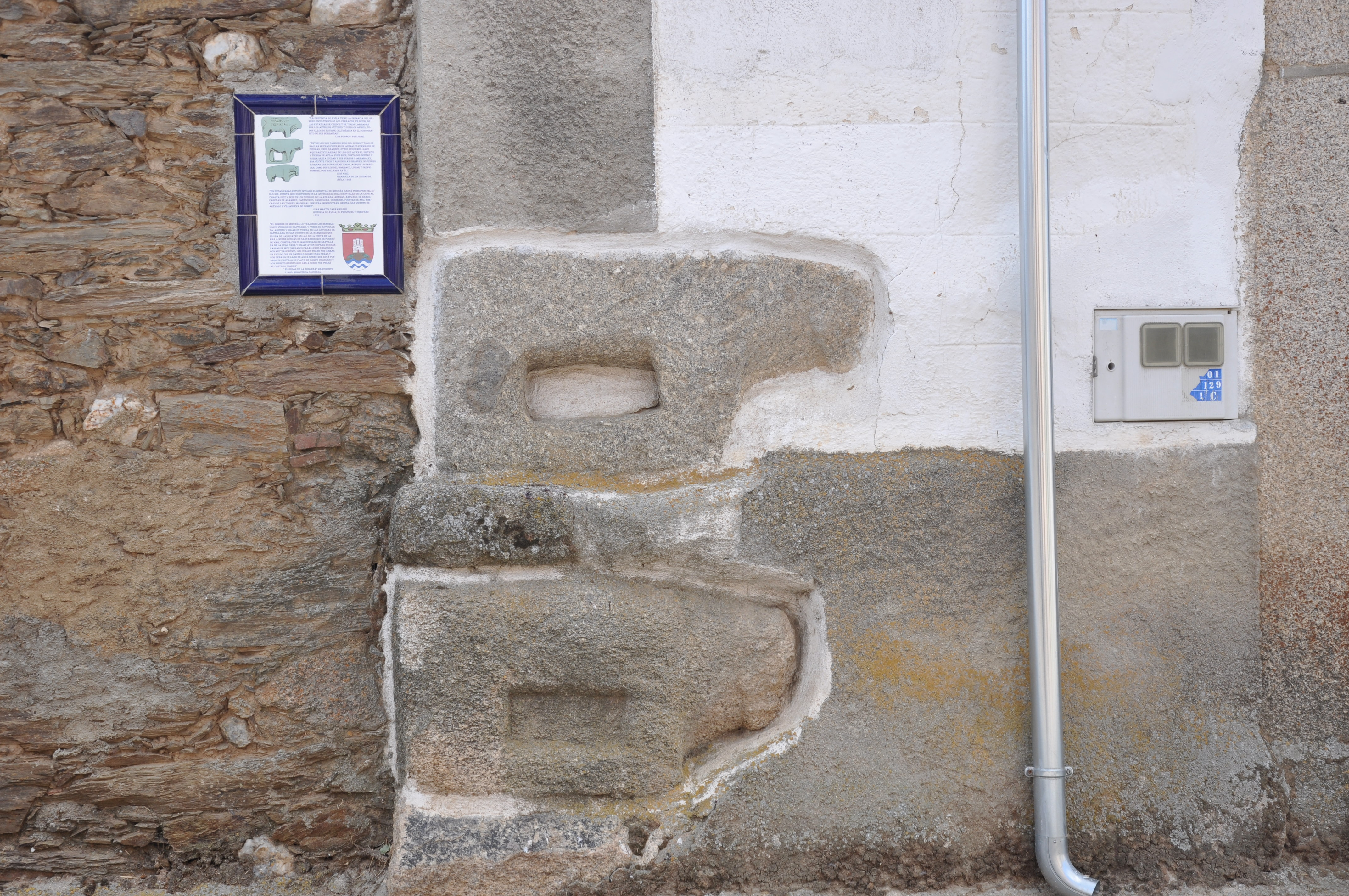
Verracos de Mirueña
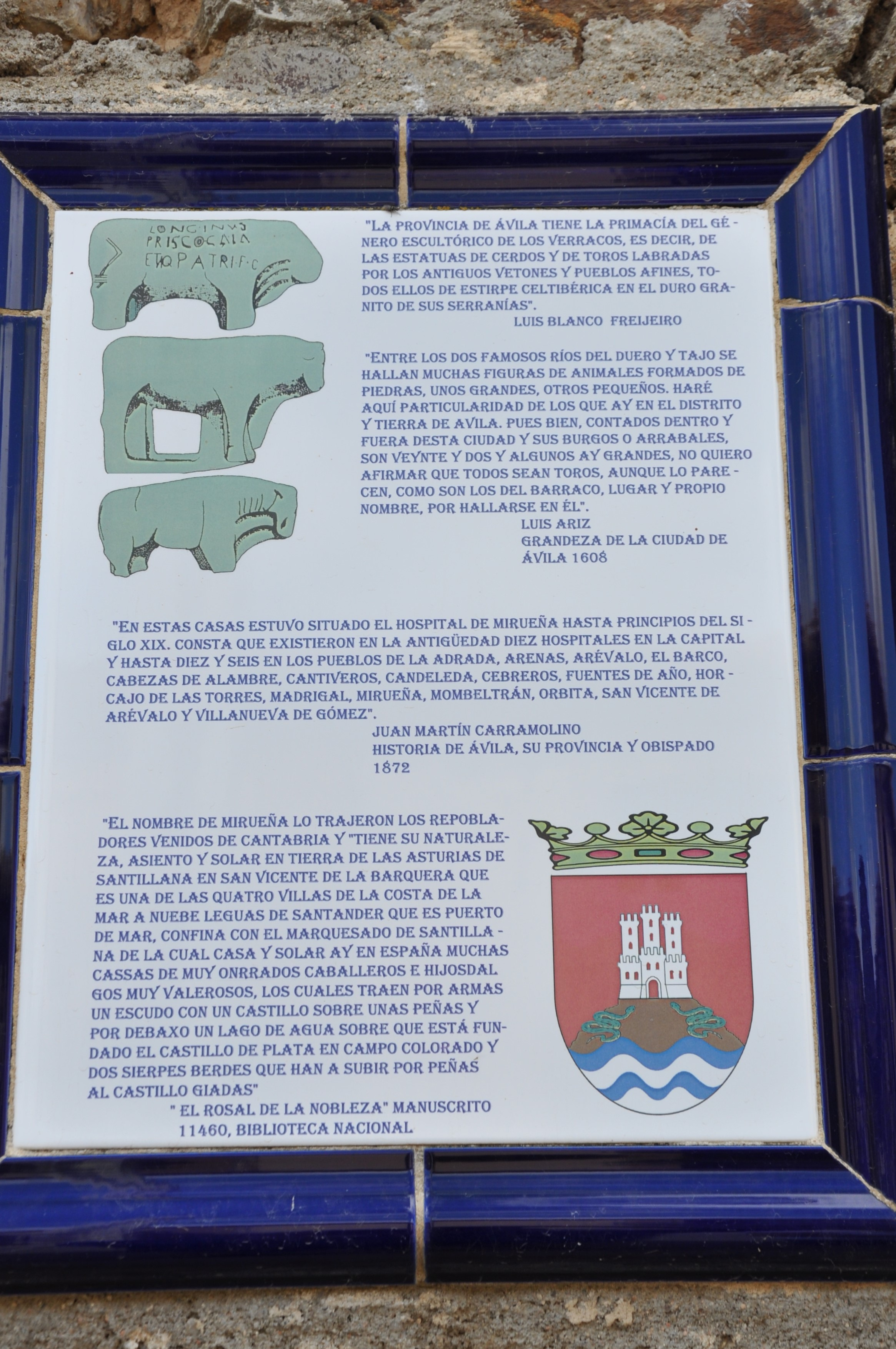
Azulejo informativo
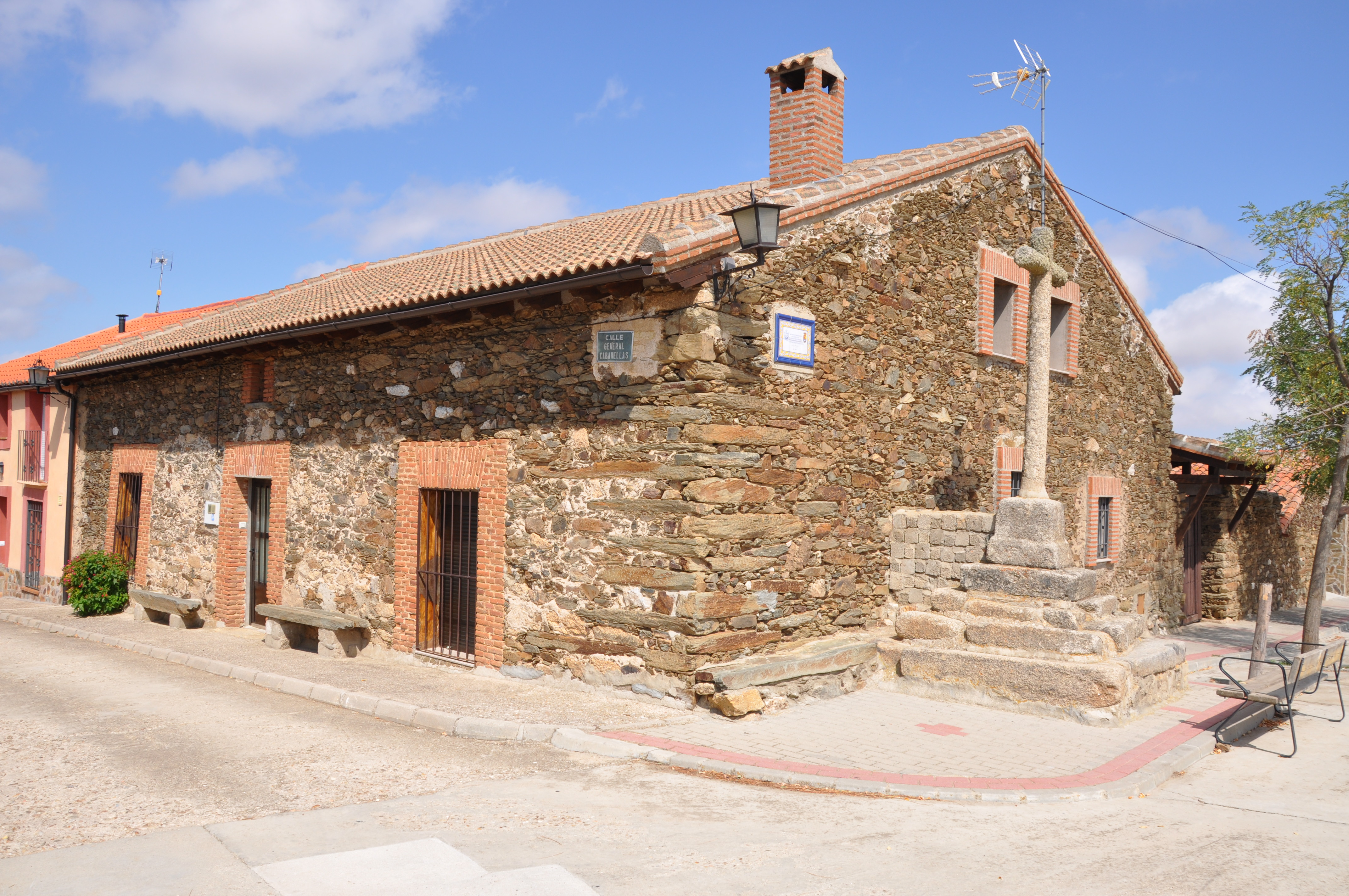
Rincón teresiano
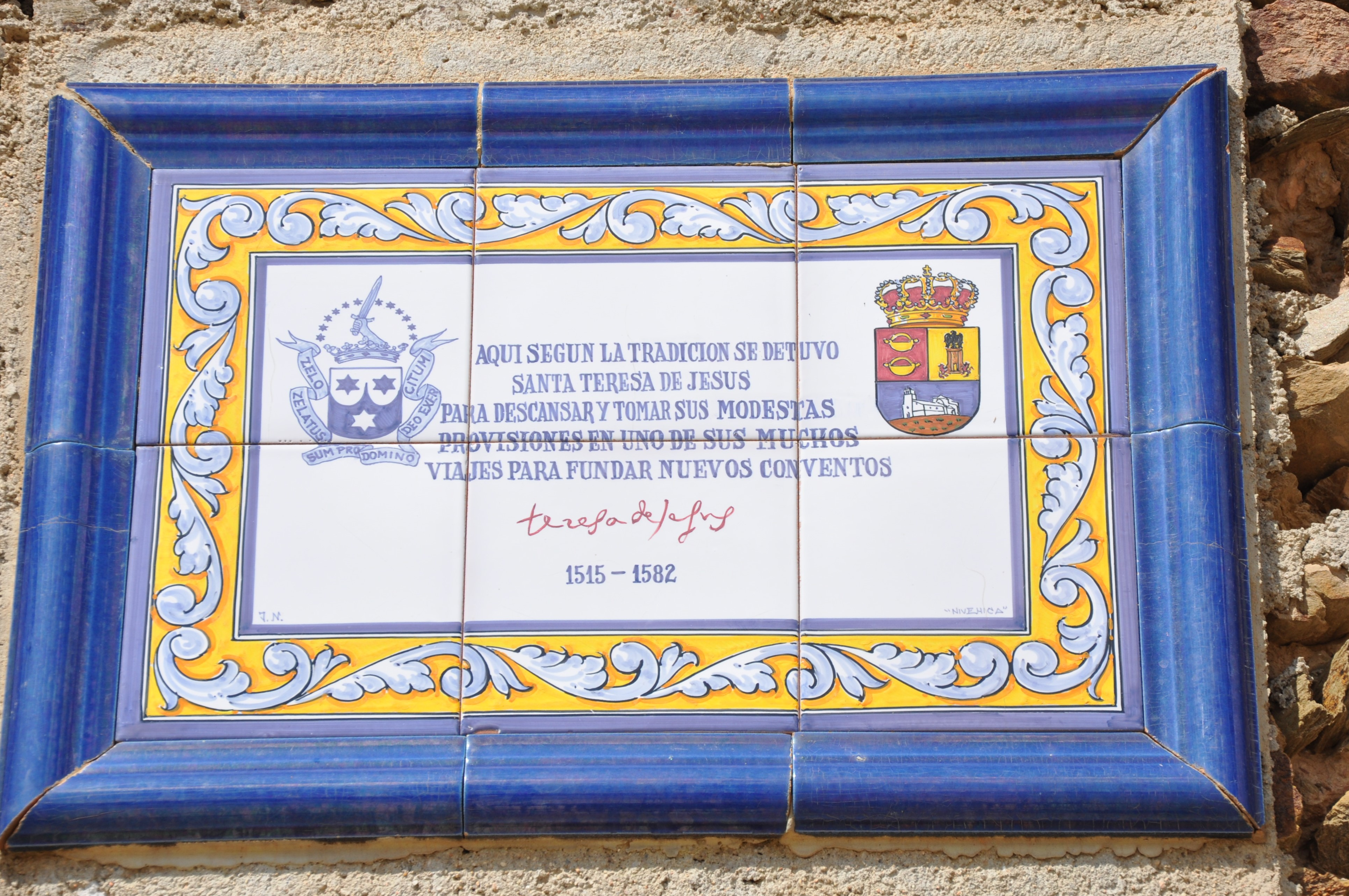
Azulejo informativo
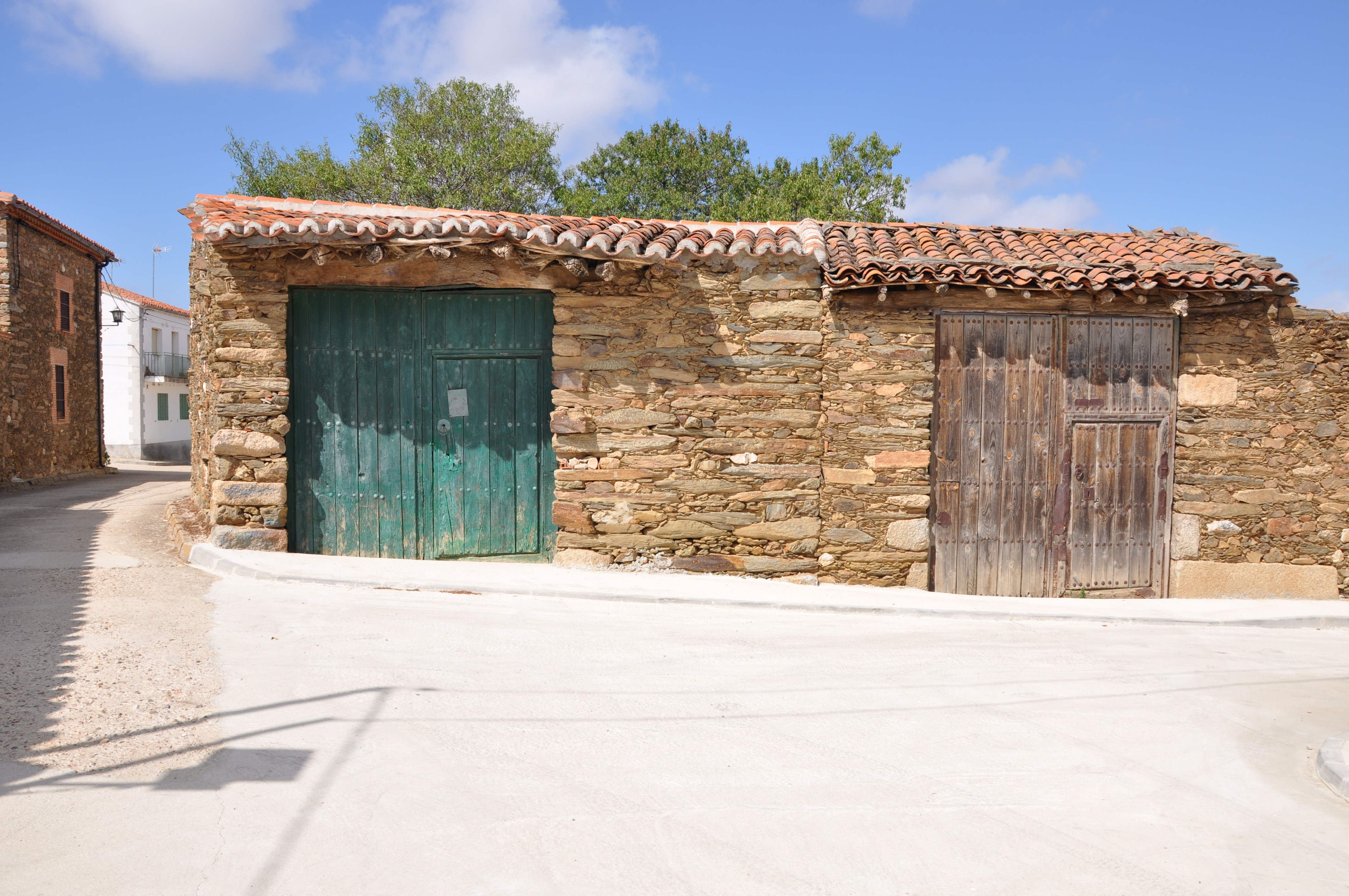
Portalones tradicionales
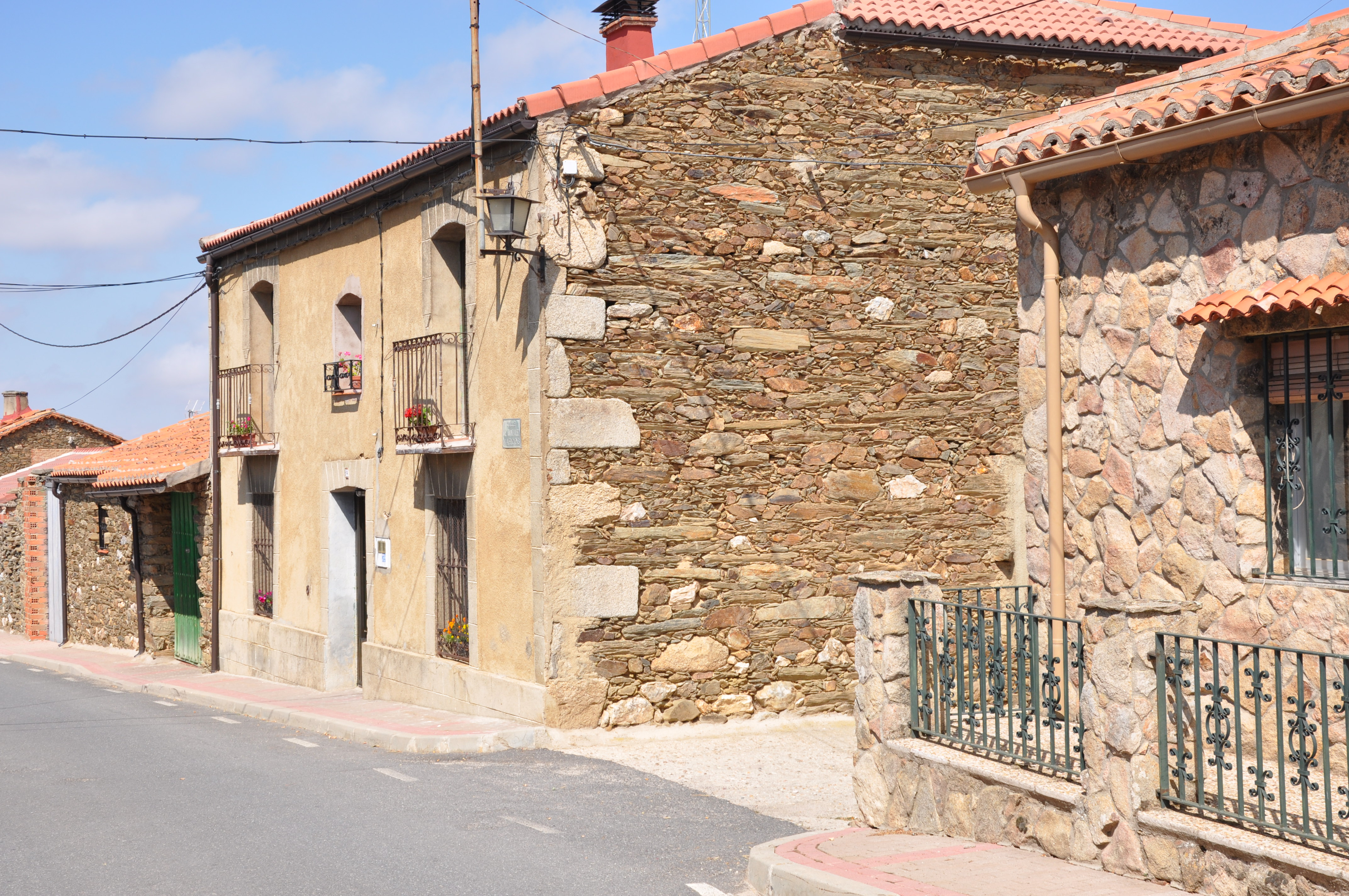
Casa tradicional

## Símbolos
El escudo heráldico y la bandera que representan al municipio fueron aprobados oficialmente el 31 de enero de 1994. El escudo se blasona de la siguiente manera:

Escudo de forma española, medio partido y cortado. Primero, en gules dos calderas de oro en palo. Segundo, en oro torre de su color aclarada del campo, sostenida por un león de gules a cada lado, coronado de oro, linguado de oro, sumada de águila de sable picada de gules. Tercero, en azur Iglesia de plata aclarada del campo, aterrasada de su color natural. Timbrado con Corona Real de España.
Boletín Oficial de Castilla y León nº 37 de 23 de febrero de 1994

La descripción textual de la bandera es la siguiente:

Bandera de sujeción vertical, rectangular, proporción 2 vaina: 3 vuelo; de color rojo con orla componada blanca y roja y en el centro del escudo municipal.
Boletín Oficial de Castilla y León nº 37 de 23 de febrero de 1994

## Patrimonio
En la localidad hay una iglesia bajo la advocación de Santa María de la Asunción.
Se encuentran además cuatro pequeños verracos de piedra, dos de ellos insertados en paredes de casas.